# Estabilitat transversal

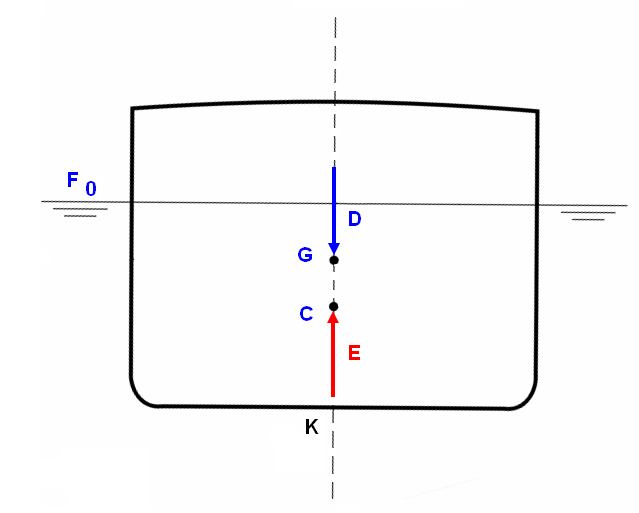
Estat inicial d'equilibri, flotació zero

L'estabilitat transversal d'un vaixell depèn del fet que totes les forces que actuen sobre el vaixell es mantinguin constants però no així el punt d'aplicació de l'empenta, que, gràcies a la forma del buc, fa que el centre de gravetat del volum d'aigua desplaçada, és a dir, el centre de carena o empenta, es desplaci lateralment donant origen a un parell adreçador.

## Estabilitat transversal inicial (Per a petits angles d'escora)
Suposant que hi ha un dibuix d'un vaixell, el tall transversal del qual es mostra a la figura superior, en posició d'equilibri, el seu pes (desplaçament D) aplicat al centre de gravetat (G) es veu equilibrat per l'empenta (E), aplicat al centre de carena (C).
Si per l'acció d'un parell extern el vaixell és portat a la posició indicada a la figura inferior, adoptant un angle respecte de la vertical denominat (Phi) {\displaystyle \varphi } i després deixat lliure, es pot dir:
- El desplaçament es manté invariable i aplicat en G.
- L'Empenta també es manté constant, ja que la seva carena ho és, però no així la seva forma, de manera que el centre de carena es desplaça a la posició C1. Es genera així una nova recta d'acció i un moment redreçant Mom = D .{\displaystyle {\bar {GZ}}}, que tendeix a fer tornar el vaixell a la posició inicial.

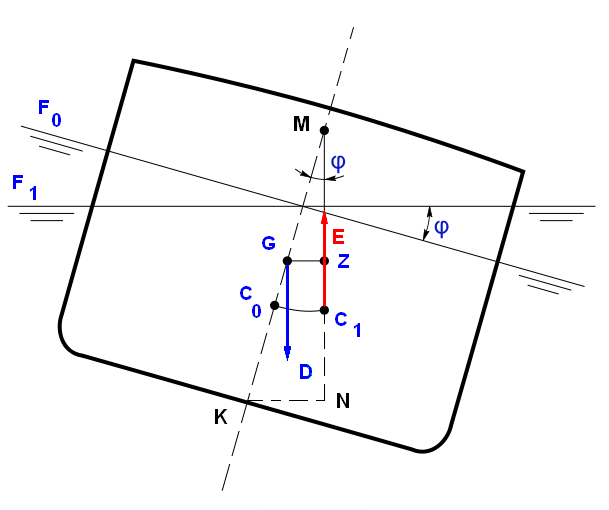
Estat final del període de balanç, Flotació Un

D'això es dedueix que si un cos flotant pateix una escora, aquesta serà revertida en canviar de posició al centre de carena (C). Si el centre de la carena no canvia de posició, el cos s'angoixa. Aquest és el cas d'un vaixell amb forma de cilindre, qualsevol canvi en la disposició de la càrrega ho faria sotsobrar.

## Determinació del braç dreçadorGZ¯{\displaystyle {\bar {GZ}}}

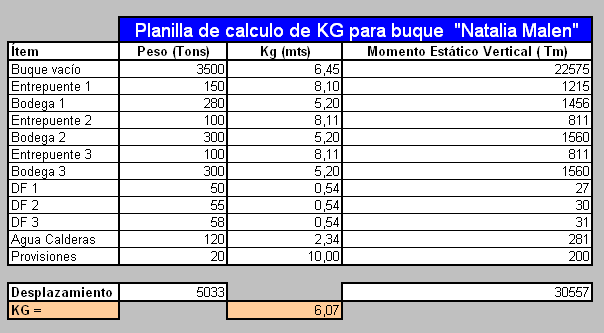
Full de càlcul per a calcular KG

Amb una quilla pesant el pes de la quilla s'oposa a l'escora

Amb una orsa lleugera només el volum submergit s'oposa a l'escora

Del triangle rectangle format pels punts GZM es dedueix que:
{\displaystyle {\bar {GZ}}} = {\displaystyle {\bar {GM}}} x {\displaystyle sin({\varphi })},
pel que això desemboca en la determinació del segment {\displaystyle {\bar {GM}}} (alçada metacèntrica) per poder quantificar el braç redreçant.
{\displaystyle {\bar {GM}}={\bar {KM}}-{\bar {KG}}}
La coordenada vertical del punt M ({\displaystyle {\bar {KM}}}) és una variable en funció del calat del vaixell, és a dir, de la condició de càrrega en l'instant considerat. S'obté de les corbes d'atributs de carena dreta que són subministrades per la drassana. S'ingressa en les mateixes amb el calat mitjà i s'obté la posició vertical del metacentre comptat des de l'origen K.
Resta ara determinar {\displaystyle {\bar {KG}}}, és a dir, la posició vertical del centre de gravetat del vaixell. El que també és una variable i depèn, entre molts factors, de la distribució del pes en el bord.
Aquest valor sorgeix de l'aplicació del concepte de sumatòries de moments estàtics respecte d'un pla (Teorema de Varignon), és a dir, en un sistema de forces, el moment de resultant és igual a la sumatòria dels moments dels components parcials.
Per efectuar aquesta sumatòria es compta el bord amb plantilles que inclouen cada un dels compartiments de càrrega, tancs de combustible, llast, provisions i, per descomptat, el pes i posició del C de G del vaixell buit. En l'actualitat tots aquests càlculs s'efectuen mitjançant programes d'ordinadors que no només agiliten l'operació sinó que asseguren l'exactitud.
Com a exemple es posa un full esquemàtic per mostrar els procediments de càlcul que se segueixen i les consideracions a tenir en compte.
La realitat és que per a un vaixell portacontenidors aquest full té tants ítems com contenidors i inclou les coordenades vertical i longitudinal de cada element.
Per al desplaçament calculat (full) s'obté de les corbes d'atributs de carena dreta, el calat per a aigua dolça o salada segons sigui el cas i la posició vertical del punt M ({\displaystyle {\bar {KM}}})
Un cop determinat la coordenada vertical del centre de gravetat ({\displaystyle {\bar {KG}}}) ja es pot determinar el segment GM. I de l'anàlisi d'aquest es tindrà una idea de l'estabilitat transversal inicial.
La convenció per a la salvaguarda de la vida humana al mar (SOLAS) determina el criteri d'estabilitat transversal inicial que han de complir les embarcacions d'acord amb les característiques pròpies. A més del criteri de l'OMI existeixen altres adoptats per diferents autoritats 
d'aplicació.
S'ha de tenir en compte l'estabilitat a grans angles i l'estabilitat dinàmica per conèixer en profunditat el grau de seguretat que ofereix una determinada condició de càrrega.
Es poden distingir dos tipus d'estabilitat. Una donada per la forma del vaixell i una altra per la distribució de pesos en el vaixell.
L'estabilitat de la forma és evident en el cas de catamarans, que amb la seva mànega impedeix el fet de bolcar.
L'estabilitat per pesos és la que es dona en una Jola en què la quilla pot contrarestar el desviament del centre de gravetat de la nau.